# Lecanomerus
Lecanomerus is een geslacht van kevers uit de familie van de loopkevers (Carabidae). De wetenschappelijke naam van het geslacht is voor het eerst geldig gepubliceerd in 1850 door Chaudoir.

## Soorten
Het geslacht Lecanomerus omvat de volgende soorten:
- Lecanomerus aberrans Macleay, 1871
- Lecanomerus angustior Darlington, 1968
- Lecanomerus ater (Macleay, 1871)
- Lecanomerus atriceps (Macleay, 1871)
- Lecanomerus australis (Blackburn, 1888)
- Lecanomerus bicolor (Sloane, 1900)
- Lecanomerus carteri Sloane, 1911
- Lecanomerus concolor (Macleay, 1871)
- Lecanomerus curtus Sloane, 1911
- Lecanomerus discoidalis (Blackburn, 1888)
- Lecanomerus domesticus (Montrouzier, 1860)
- Lecanomerus insignitus Broun, 1880
- Lecanomerus lateridens (Fauvel, 1882)
- Lecanomerus latimanus Bates, 1874
- Lecanomerus latior Darlington, 1968
- Lecanomerus limbatus Moore, 1967
- Lecanomerus lindi Blackburn, 1888
- Lecanomerus lucidus Sloane, 1917
- Lecanomerus major Blackburn, 1892
- Lecanomerus marrisi Larochelle & Lariviere, 2005
- Lecanomerus medius Darlington, 1968
- Lecanomerus niger (Darlington, 1956)
- Lecanomerus obesulus Bates, 1878
- Lecanomerus obtusus (Sloane, 1920)
- Lecanomerus parvicollis (Fauvel, 1882)
- Lecanomerus recticollis (Macleay, 1888)
- Lecanomerus ruficeps Macleay, 1871
- Lecanomerus scalaris (Fauvel, 1882)
- Lecanomerus sharpi (Csiki, 1932)
- Lecanomerus speluncarius (Moore, 1967)
- Lecanomerus striatus Blackburn, 1892
- Lecanomerus tasmanicus (Bates, 1878)
- Lecanomerus verticalis (Erichson, 1842)
- Lecanomerus vestigialis (Erichson, 1842)
- Lecanomerus victoriensis (Blackburn, 1891)